# Пралі (Італія)
Пралі (італ. Prali, п'єм. Praly) — муніципалітет в Італії, у регіоні П'ємонт,  метрополійне місто Турин.
Пралі розташоване на відстані близько 550 км на північний захід від Рима, 55 км на захід від Турина.
Населення — 245 осіб (2014).

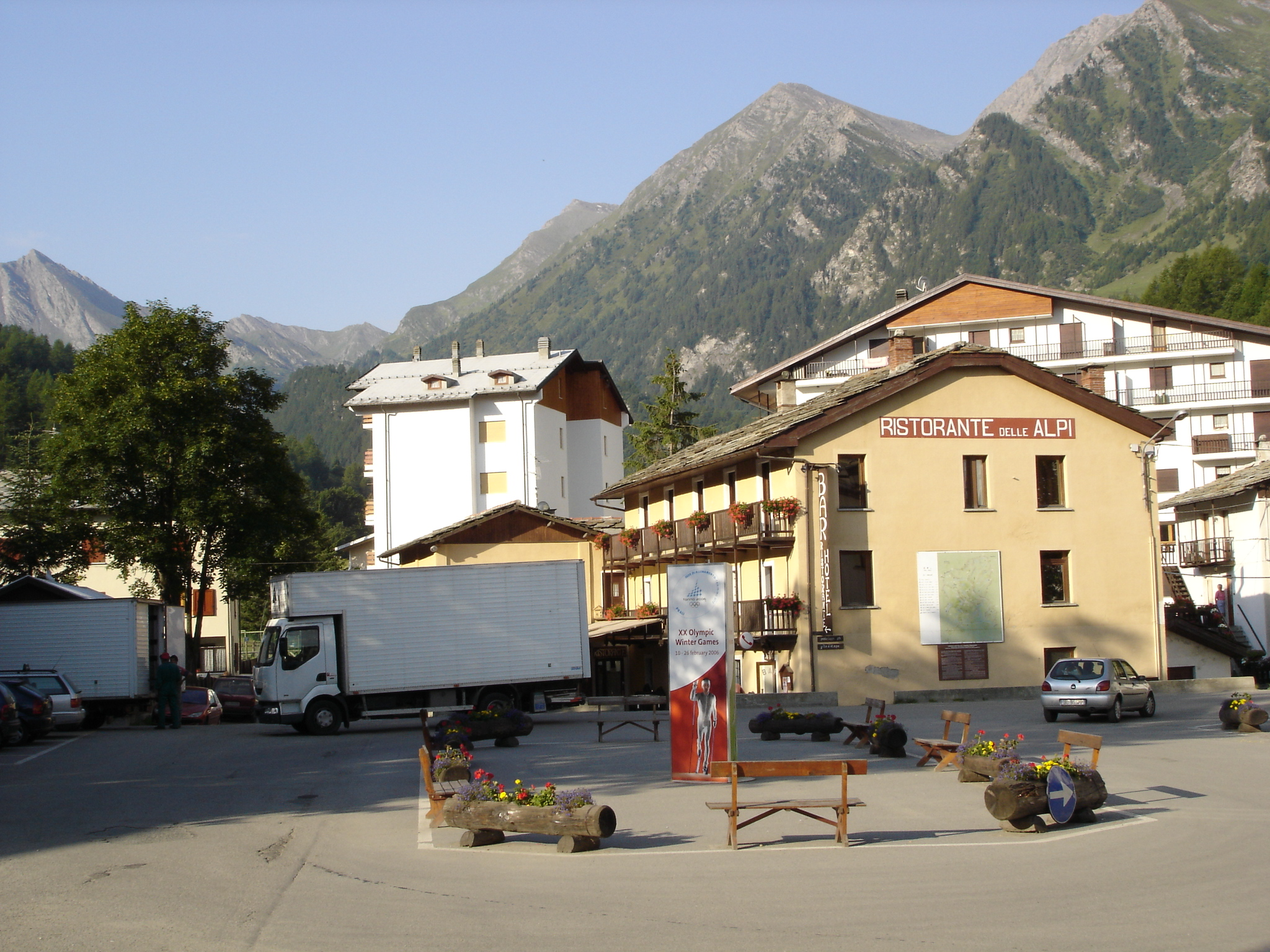

Щорічний фестиваль відбувається 17 лютого. 

## Демографія
Населення за роками:

Станом на 1 січня 2023 року в муніципалітеті іноземці офіційно не проживали.

## Сусідні муніципалітети
- Абріє (Франція)
- Ангронья
- Боббіо-Пелліче
- Перреро
- Праджелато
- Сальца-ді-Пінероло
- Саузе-ді-Чезана
- Віллар-Пелліче